# Callorhinchus milii
Callorhinchus milii é um peixe cartilagíneo (Chondrichthyes) pertencente à subclasse Holocephali (quimeras). Tubarões e raias são os outros membros do grupo de peixes cartilagíneos e estão agrupados na subclasse Elasmobranchii. É encontrado ao largo do sul da Austrália, incluindo a Tasmânia, e a sul do East Cape e Kaipara Harbour na Nova Zelândia, em profundidades de 0-200 m.

## Morfologia e biologia
O peixe é de cor prateada com reflexos iridescentes e manchas escuras e variáveis nos flancos. Quando os machos atingem a maturidade medem cerca de 50 cm e fêmeas 70 cm, e o comprimento máximo cabeça a cauda é de 1,5 m . Tem um corpo alongado, liso e em forma de torpedo com duas barbatanas dorsais triangulares amplamente separadas. Usam os seus focinhos em forma de enxada para sondar o fundo do oceano em busca de invertebrados e pequenos peixes.
Da primavera ao outono, os adultos migram para a costa, para estuários e baías, e as fêmeas colocam seus ovos em substratos arenosos ou lamacentos. Os ovos estão contidos em grandes cápsulas amareladas. O ovo abre parcialmente permitindo que a água do mar flua para as cápsulas do ovo após alguns meses e os juvenis emergem da cápsula após seis a oito meses, medindo por volta de 12 cm de comprimento. A idade máxima é estimada em 15 anos.
Este peixe tem três pigmentos de cone para visão de cores (como os humanos); sua barbatana dorsal tem uma espinha muito afiada, tem a reputação de ser venenosa, mas nenhum ferimento grave foi relatado. 

## Distribuição
Atualmente, esta espécie é conhecida nas águas do sul da Austrália e da Nova Zelândia.  No entanto, foi levantada a hipótese, com algumas evidências de apoio, de que a população da Nova Zelândia pode ser diferente da população encontrada nas águas australianas. 

## Pesca
Na Nova Zelândia, C. milii são explorados comercialmente, principalmente durante a primavera e o verão, quando migram para águas costeiras pouco profundas.
Na Austrália, eles são capturados por pesca com rede de emalhar, particularmente no Estreito de Bass e sudeste da Tasmânia, embora esta pescaria tenha como alvo Mustelus antarcticus. Por vezes, os pescadores descartaram tubarões fantasmas devido ao preço consideravelmente mais baixo que eles atingem no mercado. Eles também são um alvo popular de pescadores recreativos em Westernport Bay, Victoria e nas águas costeiras do sudeste da Tasmânia. Os seus filetes de carne branca são muito populares nos restaurantes de peixe com batatas fritas na Nova Zelândia e são vendidos como 'flocos' ou 'peixe branco' na Austrália.

## Estudo de genoma
Em janeiro de 2014, a revista Nature relatou uma pesquisa sobre o genoma  que mostrou que o C. milii não possui uma família de genes que regula o processo de transformação da cartilagem em osso e indica um evento de duplicação gênica que deu origem à transformação em vertebrados ósseos. 
C. milii foi proposto como um modelo de genoma de peixe cartilaginoso por causa de seu tamanho de genoma relativamente pequeno. Seu genoma é estimado em 910 megabases (Mb) de comprimento, que é o menor entre todos os peixes cartilagíneos e um terço do tamanho do genoma humano (3000 Mb). Como os peixes cartilagíneos são o grupo vivo mais antigo de vertebrados com mandíbula, o genoma de C. milii servirá como um genoma de referência útil para a compreensão da origem e evolução dos genomas dos vertebrados, incluindo humanos, que compartilharam um ancestral comum com C. milii há 450 milhões de anos. Os estudos até agora mostraram que a sequência e a ordem do gene (sintenia) são mais semelhantes entre os genomas do tubarão-elefante e humano do que entre os genomas dos peixes teleósteos peixe-balão e peixe-zebra) e humanos, embora os humanos sejam mais aparentados aos peixes teleósteos do que a C. milii.

## Estado de conservação
O Departamento de Conservação da Nova Zelândia classificou o Callorhinchus milii como "Não Ameaçado" com o qualificador "Dependente de Conservação, Aumentando" no Sistema de Classificação de Ameaças da Nova Zelândia. 